# SINGLES BEST
『SINGLES BEST』（シングルズ・ベスト）は、徳永英明の9枚目のベスト・アルバム。2008年8月13日に発売。発売元はユニバーサルシグマ。

## 解説
全てシングルA面曲からなるベスト・アルバムでデジタルリマスターが施されている。同時発売の『SINGLES B-side BEST』と対になる作品。
全シングル42枚中28枚（初回生産限定盤Bは31枚）を選曲しており、完全なシングル・コレクションではない。両A面であっても2曲目が収録されておらず一部は『SINGLES B-side BEST』に収録されている。
「恋をしてゆこう」以降のシングル曲は全て収録している。
3種類の初回生産限定盤には、抽選でスペシャルイベントに招待される応募券が封入されている。
なお、音楽配信ではかつて在籍していたキングレコードの権利関係をクリアできなかったため、CD（初回生産限定盤B）の内容からキングレコードより発売した楽曲を抜いて『SINGLES BEST (29 TRACKS VERSION)』というタイトルで配信されている。ジャケットもCDとは異なる。

## 収録曲
全作曲：德永英明（注記を除く）
| #   | タイトル                              | 作詞       | 作曲・編曲 | 編曲     |
| --- | ------------------------------------- | ---------- | ---------- | -------- |
| 1.  | 「レイニー ブルー」                   | 大木誠     |            | 武部聡志 |
| 2.  | 「輝きながら…」(作曲：鈴木キサブロー) | 大津あきら |            | 川村栄二 |
| 3.  | 「風のエオリア」                      | 大津あきら |            | 瀬尾一三 |
| 4.  | 「最後の言い訳」                      | 麻生圭子   |            | 瀬尾一三 |
| 5.  | 「恋人」                              | 德永英明   |            | 瀬尾一三 |
| 6.  | 「MYSELF 〜風になりたい〜」           | 大津あきら |            | 瀬尾一三 |
| 7.  | 「夢を信じて」                        | 篠原仁志   |            | 瀬尾一三 |
| 8.  | 「壊れかけのRadio」                   | 德永英明   |            | 瀬尾一三 |
| 9.  | 「Wednesday Moon」                    | 德永英明   |            | 瀬尾一三 |
| 10. | 「LOVE IS ALL」                       | 德永英明   |            | 佐藤準   |
| 11. | 「Revolution」                        | 德永英明   |            | 佐藤準   |
| 12. | 「I LOVE YOU」                        | 德永英明   |            | 佐藤準   |
| 13. | 「もう一度あの日のように」            | 德永英明   |            | 瀬尾一三 |
| 14. | 「僕のそばに」                        | 德永英明   |            | 国吉良一 |

| #   | タイトル               | 作詞                             | 作曲・編曲 | 編曲     |
| --- | ---------------------- | -------------------------------- | ---------- | -------- |
| 1.  | 「永遠の果てに」       | 山田ひろし                       |            | 国吉良一 |
| 2.  | 「未来飛行」           | 德永英明                         |            | 国吉良一 |
| 3.  | 「ROUGH DIAMOND」      | 山田ひろし                       |            | 西脇辰弥 |
| 4.  | 「SMILE」              | 德永英明 島谷美衣 山田ひろし [a] |            | 門倉聡   |
| 5.  | 「誓い」               | 德永英明                         |            | 国吉良一 |
| 6.  | 「青い契り」           | 德永英明                         |            | 瀬尾一三 |
| 7.  | 「オリオンの炎」       | 德永英明                         |            | 瀬尾一三 |
| 8.  | 「君をつれて」         | 山田ひろし                       |            | 西脇辰弥 |
| 9.  | 「君は君でいたいのに」 | 德永英明                         |            | 西脇辰弥 |
| 10. | 「My Life」            | 德永英明                         |            | 古川昌義 |
| 11. | 「恋をしてゆこう」     | 山田ひろし                       |            | 坂本昌之 |
| 12. | 「happiness」          | MIZUE                            |            | 坂本昌之 |
| 13. | 「抱きしめてあげる」   | 山田ひろし                       |            | 坂本昌之 |
| 14. | 「愛が哀しいから」     | 山田ひろし                       |            | 坂本昌之 |

| #  | タイトル                      | 作詞       | 作曲       | 編曲     |
| -- | ----------------------------- | ---------- | ---------- | -------- |
| 1. | 「時代」                      | 中島みゆき | 中島みゆき | 坂本昌之 |
| 2. | 「雪の華」                    | Satomi     | 松本良喜   | 坂本昌之 |
| 3. | 「恋におちて -Fall in love-」 | 湯川れい子 | 小林明子   | 坂本昌之 |

| #  | タイトル             | 作詞       | 作曲・編曲 | 編曲     |
| -- | -------------------- | ---------- | ---------- | -------- |
| 1. | 「恋をしてゆこう」   | 山田ひろし |            | 坂本昌之 |
| 2. | 「happiness」        | MIZUE      |            | 坂本昌之 |
| 3. | 「抱きしめてあげる」 | 山田ひろし |            | 坂本昌之 |
| 4. | 「愛が哀しいから」   | 山田ひろし |            | 坂本昌之 |

備考：
- ^a補作詞
- 初回生産限定盤のCDパッケージ自体にはA・B・Cの表記は無いが、公式サイトで区別されているため、本項ではそれを使用している。3種全てジャケット写真が異なる。